# Burlington (Carolina del Norte)

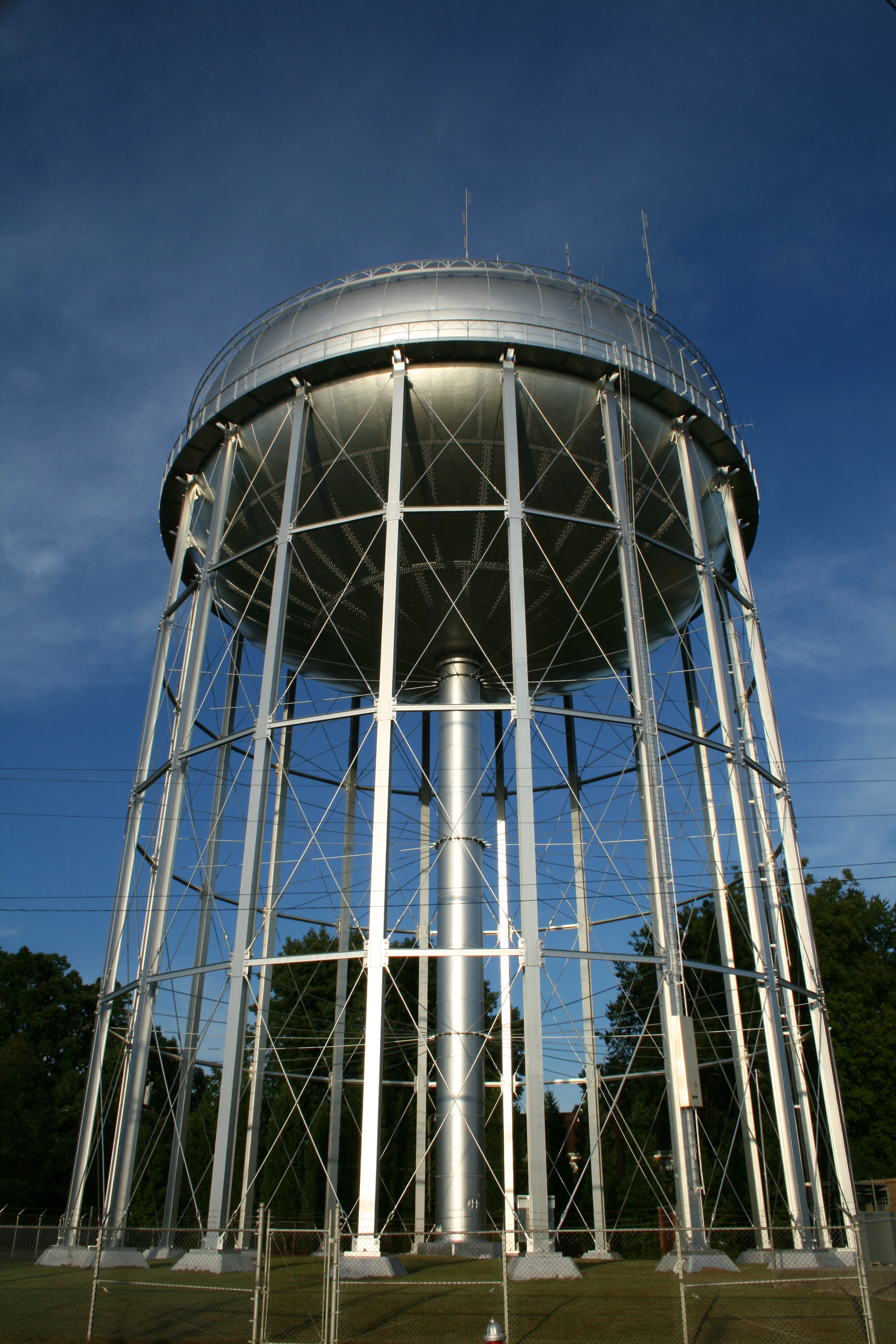
Una torre de agua en Burlington.

Burlington es una ciudad ubicada en el condado de Alamance en el estado estadounidense de Carolina del Norte. Es la ciudad más grande del condado de Alamance. La localidad en el año 2000, tenía una población de 44.917 habitantes en una superficie de 55,3 km², con una densidad poblacional de 815 personas por km². Burlington es conocida como la oficina central del restaurante Biscuitville.

## Geografía
Burlington se encuentra ubicada en las coordenadas 36°5′23″N 79°26′44″O / 36.08972, -79.44556. Según la Oficina del Censo, la localidad tiene un área total de 55,3 km² (21,4 mi²), de la cual 55,1 km² (21,3 mi²) es tierra y 0,2 km² (0,1 mi²) (0.28%) es agua.

### Localidades adyacentes
El siguiente diagrama muestra a las localidades en un radio de 8 kilómetros (5 mi) de Burlington.

## Demografía
En el 2000 la renta per cápita promedia del hogar era de $35.301, y el ingreso promedio para una familia era de $45.441. El ingreso per cápita para la localidad era de $19.640. En 2000 los hombres tenían un ingreso per cápita de $31.697 contra $22.466 para las mujeres. Alrededor del 13.70% de la población estaba bajo el umbral de pobreza nacional.